# Schränkung (Aerodynamik)
Die Schränkung ist die konstruktive Verwindung der Tragflächen, die ein für die Flugeigenschaften günstiges Verhalten des Flugzeuges im Falle eines Strömungsabrisses bezweckt. Dies kann durch geometrische oder aerodynamische Schränkung geschehen.
Bei Erhöhung des Anstellwinkels während des Fluges kommt es ab einem gewissen Winkel zum Strömungsabriss und damit zum Verlust des dynamischen Auftriebs. Ziel der Schränkung ist, einen graduellen Auftriebsverlust zu erreichen – im Gegensatz zu einem abrupten über die gesamte Tragfläche.
Beabsichtigt ist, dass es bei Erhöhung des Anstellwinkels zunächst nur im Bereich der Flügelwurzel zum Strömungsabriss kommt, die außen liegenden Tragflächenteile aber noch normal angeströmt werden und Auftrieb erzeugen. Das Flugzeug kann durch die ebenfalls außen liegenden Querruder noch gesteuert werden. Außerdem ist ein Strömungsabriss, der womöglich nur an einer Flügelspitze auftritt, viel schwerer abzufangen.

## Geometrische Schränkung

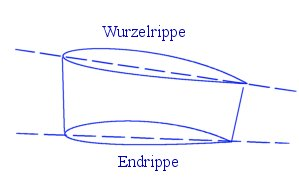
Geometrische Schränkung

Beim Aufbau der Tragfläche wird die äußere Profilrippe, auch Endrippe, im Verhältnis zur inneren Profilrippe, auch Wurzelrippe, mit der Nasenleiste nach unten gedreht. Wurzel- und Endrippe haben zwar das gleiche Profil mit gleichem maximalen Anstellwinkel, im Bereich der Flächenwurzel (innen) wird dieser jedoch zuerst erreicht. Somit findet beim Überziehen ein kontinuierlicher Strömungsabriss, beginnend bei der Flächenwurzel, statt. Man verändert hier den Einstellwinkel entlang des Flügels; er wird zwischen der Flugzeuglängsachse und der Profilsehne gemessen, ist baulich fixiert und kann nicht verändert werden. Bei der geometrischen Schränkung ist der Einstellwinkel an der Flügelwurzel am größten und wird zur Flügelspitze hin kleiner. Das Tragflächenprofil bleibt hier unverändert. Der Vorteil gegenüber der aerodynamischen Schränkung besteht im einfacheren und daher kostengünstigeren Aufbau, der Nachteil im höheren Widerstandszuwachs.

## Aerodynamische Schränkung

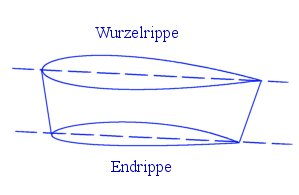
Aerodynamische Schränkung

Wurzelrippe und Endrippe unterscheiden sich nicht durch eine Winkeldifferenz der Profilsehnen, sondern durch die Wahl einer anderen Profilform. Dabei sollte die Endrippe eine Profilform aufweisen, die einen höheren Anstellwinkel zulässt. Der Grad der Formänderung der einzelnen Zwischenrippen kann dabei entweder linear oder unregelmäßig erfolgen. Man spricht in diesem Zusammenhang von einem sogenannten Profilstrak. Obwohl sich auch in diesem Fall der gesamte Widerstand der Tragfläche erhöht, ist das Ausmaß wesentlich geringer als bei der geometrischen Schränkung. Der Nachteil liegt im Mehraufwand beim Aufbau.
Durch Schränkung wird also die Leistungsfähigkeit eines bestimmten Profils geringfügig beeinträchtigt, die Langsamflugeigenschaften des Flugzeuges aber beträchtlich verbessert.
An heutigen modernen Verkehrsflugzeugen, wie z. B. am Airbus A318/319/320/321 findet man eine Kombination aus geometrisch und aerodynamisch geschränkten Tragflächen. Dies verkörpert beide Vorteile zusammen und ermöglicht auch das Wegfallen der sogenannten Vortex Generators, die vor den Querrudern angebracht werden und so deren Abrisseigenschaften verbessern sollen (z. B. B737-300/500).

## Schränkungsmoment

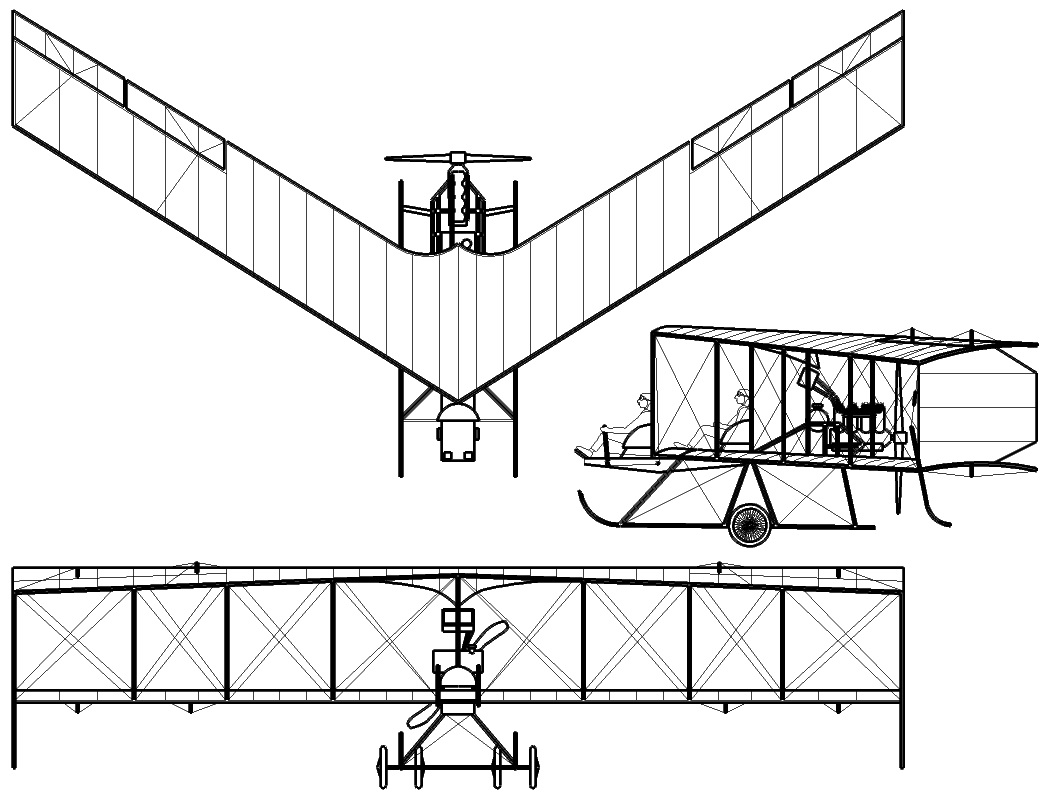
Schränkung des Oberflügels bei einem Dunne -Doppeldecker

Eine der goldenen Regeln der Aerodynamik besagt, dass für einen stabilen Flug der vorausfliegende Teil der gesamten horizontalen Flächen einen höheren spezifischen Auftrieb liefern muss als der hinterherfliegende Teil. Darüber hinaus muss der Schwerpunkt für einen stabilen Flug vor dem aerodynamischen Neutralpunkt des Flugzeuges liegen. Dies wird beim Normalflugzeug, aber auch beim Tandem- oder Entenflugzeug durch einen höheren Anstellwinkel der jeweils vorausfliegenden Fläche bewerkstelligt (Einstellwinkel).
Derselbe Effekt tritt aber auch bei einem rückwärts gepfeilten und geschränkten Flügel auf, bei dem dann die „Pfeilspitze“ mit einem höheren Anstellwinkel fliegt als die Flügelenden. Somit entsteht ein um die Hoch- und Querachse stabiler Flügel, der theoretisch auf ein Höhenleitwerk und eventuell auch auf ein Seitenleitwerk verzichten kann. Damit sind grundlegende Voraussetzungen für einen sogenannten Nurflügel gegeben. Üblicherweise wird dies durch eine Kombination von geometrischer und aerodynamischer Schränkung bewerkstelligt.

## Klappenschränkung

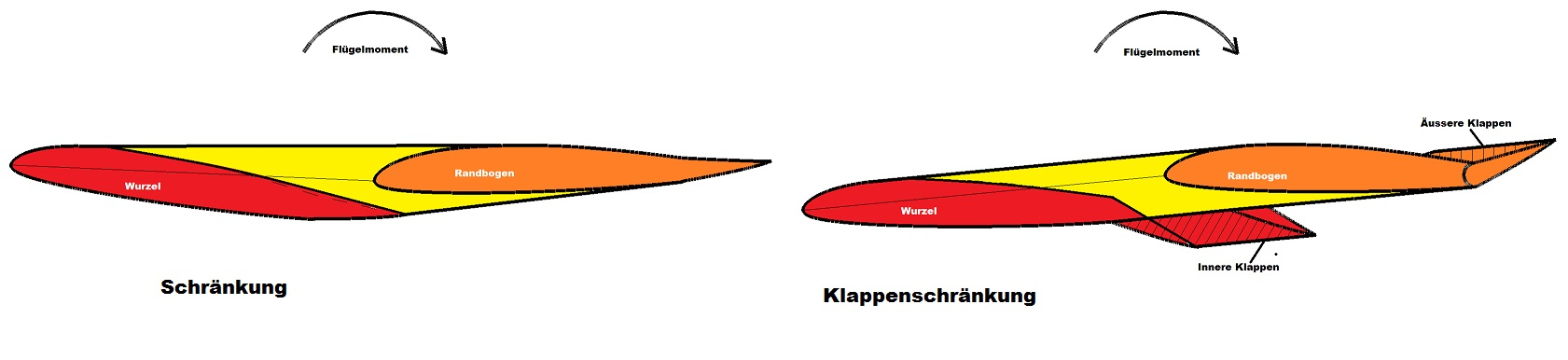
Klappenschränkung

Stellt man sich einen rückwärts gepfeilten ungeschränkten Flügel mit durchgehend gleichem Profil vor, der entlang der Flügelhinterkante über mehrfach unterteilte Klappen verfügt, so ergibt sich folgendes Verhalten: schlagen die innersten Flügelklappen stark nach unten aus, während die äußersten in Neutralstellung verbleiben oder sogar nach oben ausschlagen, so entsteht ebenfalls ein „geschränkter“ Flügel mit entsprechendem aufrichtenden Schränkungsmoment. Auf diese Weise ist es möglich, ein schwanzloses Fluggerät zu konstruieren, bei dem die inneren Flügelklappen durchaus nach unten ausschlagen können, ohne ein erhöhtes Nickmoment hervorzurufen. Die bisher proportional größten momentfreien Wölbklappen bei einem schwanzlosen Fluggerät wurden 1989 an dem laufstartfähigen Segler „Flair 30“ von Günter Rochelt verwirklicht. Vergleichbare Klappen finden auch beim Laufstartsegler Aériane SWIFT Verwendung.